# Hermelindo León
Hermelindo León Laurel, dramaturgo y escritor ecuatoguineano conocido como Dino, Ntamanel (o en fa d'Ambô, su lengua vernácula, Tusantu Sanze). Nacido el 26 de agosto de 1976, en la provincia isleña de Annobón. Distrito de Palea, natural de Mábana. Cursó sus estudios en Palé´a, (Annobón) Malabo y Bata, entre 1983 y 1998.
Trabaja como bibliotecario en el Centro Cultura de la Cooperación Española en Malabo, adscrito a la Embajada de España.
El 25 de enero de 2025, fue detenido durante sus vacaciones en su isla natal de Annobón, dentro de una campaña gubernamental de control social en la isla iniciada en julio de 2024.

## Biografía

### Artes escénicas
Como dramaturgo, ha llevado a escena textos clásico y otros de su propia autoría, como La niña en la sociedad (2011), Mujer, ante la violencia, no te calles (2017). El sí de las niñas de Leandro Fernández de Moratín (2018). Tres sombreros de copa de Miguel Mihura (2019) o Milagrosamente sobrevivimos (2021). Su obras “Amaranta”, “Mujer, mira el horizonte” o “El vudú” han participado en festivales internacionales de teatro.
Fundador del grupo teatral Bocamandja, actualmente dirige la compañía AMEA (acrónimo de Annobón, Malabo, Ebibeyín y Asonga, lugar de origen de sus miembros). 
Y como actor, ha interpretado -entre otros- el personaje de Momó, en la obra: Rijole no quiere leer, dirigida por Manuel Díaz García. Y entre 1999-2014, Judas en la Ópera Rock Jesucristo Super-Star.

### Literatura
Su producción literaria se realiza principalmente en español, incorporando elementos del otras lenguas de Guinea Ecuatorial, especialmente fa d'Ambô. Predominan los contenidos sociales y en ocasiones costumbristas, incursionando en ocasiones en las tradiciones y mitología del pueblo annobonés.
Es miembro del Laboratorio de Recursos Orales de Malabo, y ha colaborado en el Proyecto de Recopilación de Cuentos Tradicionales de Guinea Ecuatorial, organizado por la Unión Latina en colaboración de la Universidad Nacional de Guinea Ecuatorial.
Cuenta con publicaciones individuales:
- Milagrosamente sobrevivimos. Audioteatro. Centro Cultural de España en Malabo, 2020.
- Sêlêmʼa. Círculo Rojo, Almería (España), 2022.
- ¡Ôh Ngôlô!, memoria de mi caminar por la vida. Círculo Rojo,[2] Almería (España), 2022.
- Kulêntx'ê, sucesión de su esos que suceden sucesivamente. Círculo Rojo, Almería (España), 2024.
- Lambela, uno más que no ha perdido su corazón de infancia. Círculo Rojo, Almería (España), 2024.
- 2ª edición revisada de ¡Ôh Ngôlô!, memoria de mi caminar por la vida. Círculo Rojo, Almería (España), 2024.

Y colectivas:
- Atanga nº8, con "El teatro: la vida misma sobre la palma de la mano". Centros Culturales de España en Bata y Malabo, 2015.
- Contando Guinea nº5. . Centros Culturales de España en Bata y Malabo, 2015.
- Catálogo de la exposición colectiva Paréntesis. Relatos desde la incertidumbre.[3] AECID,  Madrid, 2022.

- El relato Mankî, fue incluido en la 4ª edición de "Cuentos en Red", de la red de centros culturales de AECID. San Salvador (El Salvador), 2025.

## Reconocimientos
- Premio 12 de Octubre-Día de la Hispanidad en la modalidad de poesía (2011) de la Embajada de España.
- Premio 12 de Octubre-Día de la Hispanidad en la modalidad de teatro (2012) de la Embajada de España.
- Proyecto seleccionado en la convocatoria (2021)[4] Paréntesis. Relatos desde la incertidumbre de la Red de Centros Culturales de la Cooperación Española.
- Tercer premio Miguel de Cervantes de la Academia Ecuatoguineana de la Lengua Española de teatro (2022)[5] por la obra Quisiera retroceder.